# Andorra
Andorra, plným názvem Andorrské knížectví (katalánsky Principat d'Andorra), je suverénní vnitrozemský stát na Pyrenejském poloostrově, v jižní Evropě a podle některých definic i v západní Evropě. Hraničí na severu s Francií a na jihu se Španělskem, leží ve východních Pyrenejích, které jsou tvořeny především vysokými horami. S rozlohou 468 km² je šestým nejmenším suverénním státem v Evropě, má přibližně 87 000 obyvatel. Andorru tvoří převážně členitá pohoří s průměrnou nadmořskou výškou kolem 2 000 m, v údolích panuje oceánské podnebí, ale vzhledem k vyšší nadmořské výšce bývají zimy drsnější a vlhkost je nižší. Její hlavní a největší město je Andorra la Vella. Andořané tvoří necelých 50 % obyvatel, dále zde žijí Španělé (25 %), Portugalci (11 %) a Francouzi (5 %). Úředním jazykem je katalánština, ale běžně se mluví také španělsky, portugalsky a francouzsky; celkem 86 % obyvatel se hlásí ke katolické církvi.
Knížectví, jehož počátky sahají až do roku 788 za vlády Karla Velikého, se řídí unikátním systémem, paréagskou smlouvou z let 1278 a 1288. Tato feudální právní smlouva přiznávala andorrský trůn dvěma spoluvládcům, katalánskému biskupovi z Urgellu a hraběti z Foix, jehož práva a povinnosti postupně přešly na krále Dolní Navarry, poté od Jindřicha IV. na francouzského krále a nakonec na francouzského prezidenta (viz seznam spoluknížat Andorry). Z izolace se Andorra dostala ve 20. století, kdy využila své přírodní polohy a příznivého daňového systému a stala se významnou turistickou destinací, kterou každoročně navštíví přes devět milionů návštěvníků. Dnes je knížectví proslulé především svými lyžařskými areály a nízkými daněmi, často je také považováno za daňový ráj.
Andorra je parlamentní demokracií, jejíž hlavou státu jsou andorrská spoluknížata: biskup z Urgelu a prezident Francie. Zákonodárnou moc má jednokomorový parlament.  Andorra je rozvinutá země s vyspělou ekonomikou, podle hrubého domácího produktu na obyvatele šestnáctá na světě; v indexu lidského rozvoje se umístila na 40. místě.  Od roku 1993 je členem Organizace spojených národů, dále je členem Rady Evropy, Organizace pro bezpečnost a spolupráci v Evropě, Mezinárodního měnového fondu. Není však členem Evropské unie ani eurozóny, ačkoliv od vzniku měny euro používá.

## Historie

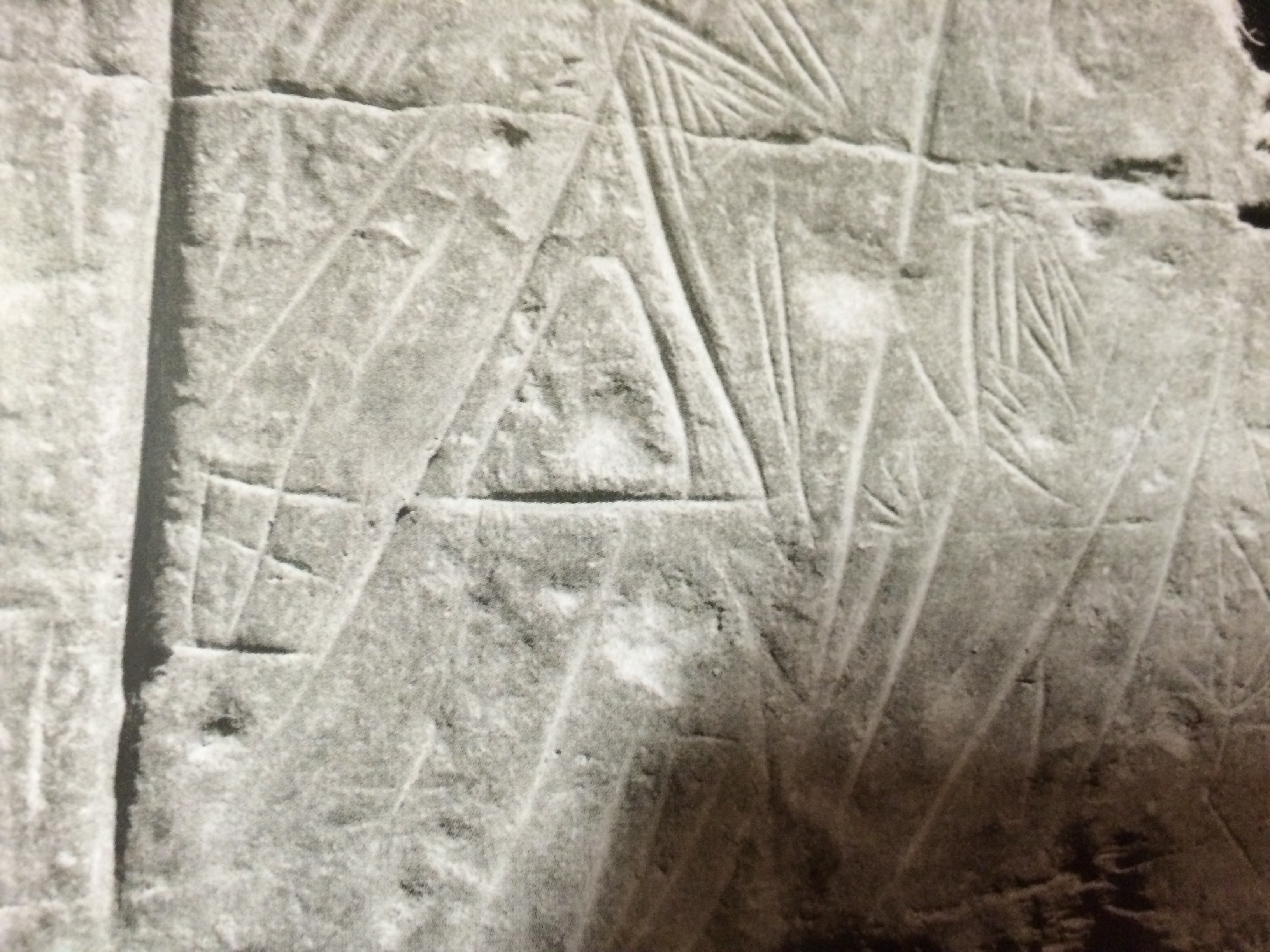
Skalní rytiny v Roc de les Bruixes

Na jihu země, ve farnosti Sant Julià de Lòria, byly nalezeny stopy po lidském osídlení zhruba z roku 9500 př. n. l. Skupiny lovců a sběračů z obou stran Pyrenejí zde měli tábor využívaný zejména k rybolovu v řekách Ariège a Segre. Během neolitu, okolo roku 6640 př. n. l., se skupina lidí přestěhovala do údolí Madriu-Claror-Perafita. Nálezy hrobů v obci Segudet, datované do období 4900–4300 př. n. l., jsou důkazem kultury popelnicových polí na andorrském území. Tato kultura je jinak typická pro střední Evropu, ale učinila i zvláštní výboj do Pyrenejí a přes ně, v úzkém pásu po katalánském pobřeží. Z doby bronzové se dochovala řada svatyní, z nichž nejznámější je Roc de les Bruixes (v překladu Skála čarodějnic) ve farnosti Canillo. V ní byly nalezeny záhadné skalní rytiny s různými symboly, patrně užívanými při rituálech.

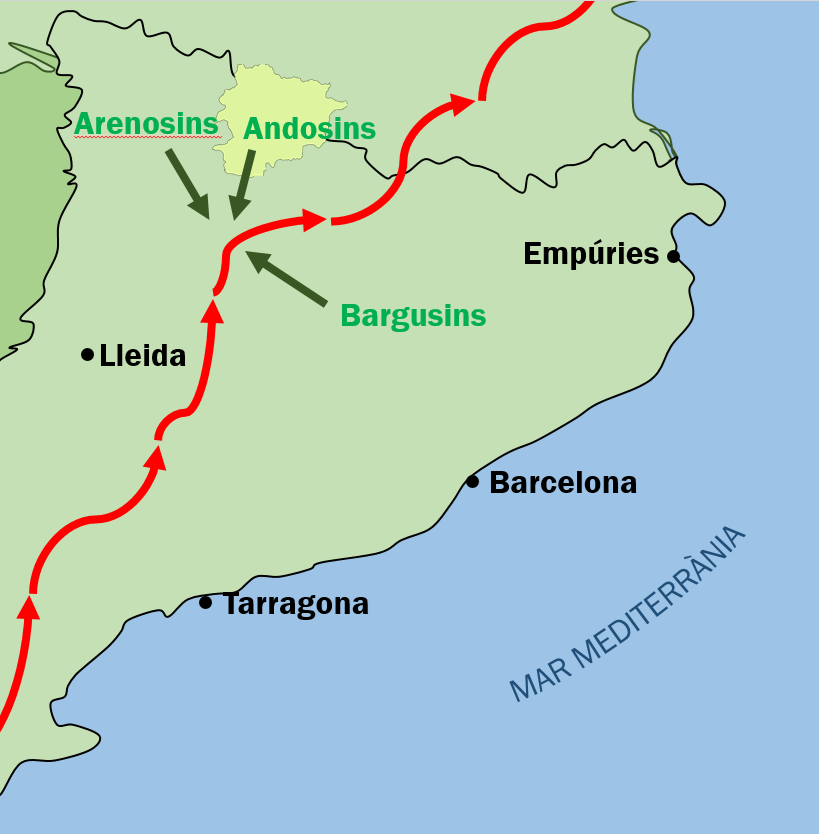
Hannibalův postup přes Pyreneje a útoky místních kmenů

První písemný záznam o území Andorry učinil Polybios, nejvýznamnější historik období helénismu, ve svém díle Historiai, v pasáži věnované Punským válkám. Zde uvádí kmen Andosini (Ἀνδοσίνους), který se v Pyrenejích měl postavit postupujícímu kartaginskému vojsku. Je velmi pravděpodobné, že jméno tohoto kmene dalo název celé oblasti. Šlo patrně o iberský kmen. (Iberové byli předindoevropskými obyvateli Pyrenejského poloostrova, snad zvláště v oblasti Pyrenejí smíšení s Kelty). Studium toponym ukazuje, že tito obyvatelé mluvili jazykem blízkým baskičtině či akvitánštině. Uvažuje se, že v oblasti dominovali mezi 7. a 2. stoletím př. n. l. Další etnický vývoj je nejasný, ale od 2. století př. n. l. do 5. století je zjevný římský vliv na oblast. Patrně proto, že obyvatelstvo obchodovalo s Římem ovládanou oblastí Urgellet (dnes na území Katalánska).
Po pádu Římské říše se Andorra dostala pod vliv Vizigótů. Ti zůstali v údolích 200 let, během nichž se do Andorry rozšířilo křesťanství, zejména z urgelské diecéze. Poté vytlačili Vizigóty z Pyrenejského poloostrova Maurové, ale Andorra byla před islamizací ochráněna Franky. V roce 803 osvobodil Karel Veliký s podporou místních obyvatel území zpod nadvlády muslimů. Traduje se, že pět tisíc Andořanů pod vedením Marca Almugàvera pomohlo bojovat proti Arabům. Za to měli získat tzv. list svobody. Historikové v otázce role Karla Velikého v andorrských dějinách váhají, nicméně karolinská legenda je v Andoře velmi silná, Karel je zde považován za zakladatele země a zpívá se o něm dokonce v prvních verších státní hymny ("El gran Carlemany, mon Pare, dels alarbs em deslliurà", neboli v překladu "Velký Karel Veliký, můj otec, osvobodil mě od Saracénů...", a o kus dále se zpívá dokonce "Sols resto l'única filla de l'imperi Carlemany", tedy "Jsem poslední zbývající dcera karolínské říše"). Každopádně Andorra se v době Karla Velikého stala součástí kraje Marca Hispanica, jakéhosi nárazníkového pásma mezi Franskou říši a umajjovským královstvím Al-Andalus, vytvořeného Karlem Velikým, aby zabránil islámským Maurům v postupu do křestanské Francie. Karel nebo jeho syn Ludvík Pobožný měli roku 805 dát Andoře i jakousi zakládací listinu.
Vnuk Karla Velikého, Karel II. Holý, daroval v roce 843 území španělskému hraběti ze Seu d'Urgellu. Potomci hraběte ho následně roku 1133 darovali biskupovi ze Seu d'Urgell. Biskup se kvůli zajištění míru v oblasti v roce 1159 domluvil s rodem Caboetů na smlouvě, která svěřila Andorru jako léno Caboetům, přičemž svrchovaná moc náležela církvi. Později, když caboetský nárok zanikl, přešlo sňatkem v roce 1208 dědictví na hrabata z Foix. Mezi nimi a biskupem došlo kvůli albigenské křížové výpravě rozporům, a tak se roku 1278 Andorra díky Paréagské smlouvě potvrzené papežem stala kondominiem pod vládou dvou spoluknížat (dnes prezidenta Francie a španělského biskupa ze Seu d'Urgell). Práva těchto knížat tedy přešla nejprve na rod hrabat z Foix, a poté v důsledku vymření linie pánů z Foix a postupným dědictvím (Foix → Foix-Béarn → Foix-Grailly → d'Albret → Bourboni) na Jindřicha IV. a s ním na francouzskou korunu. Paréagská smlouva dala území i jeho politickou podobu a hranice Andorry se od roku 1278 nezměnily.

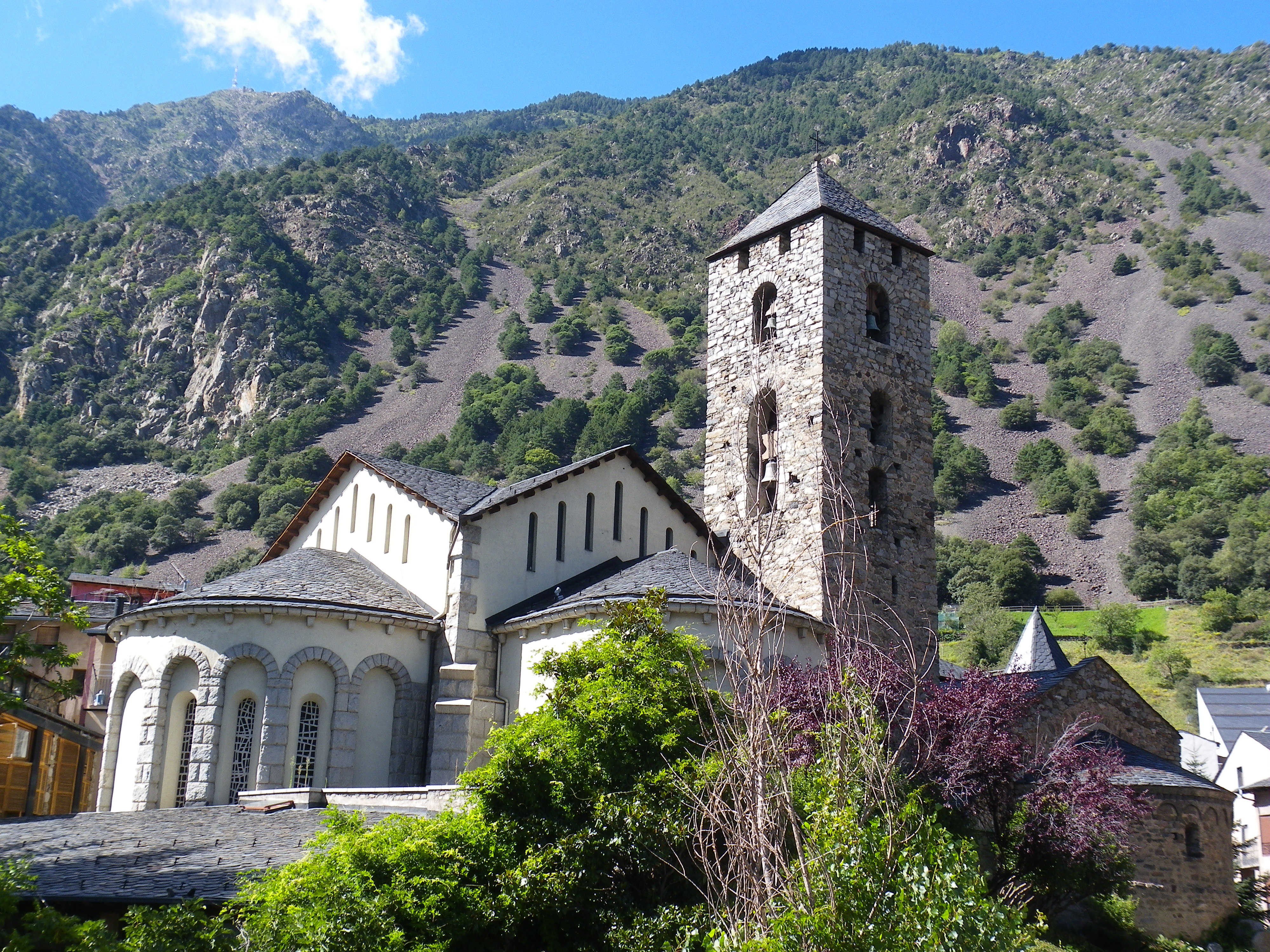
Església de Sant Esteve

V roce 1288 byla podepsána druhá paréagská smlouva, poté, co hrabě z Foix nařídil stavbu hradu v Roc d'Enclar a dostal se znovu do sporu s biskupem. Smlouva pak zakázala stavbu jakýchkoli vojenských struktur v zemi. V roce 1364 vznikla funkce syndika, který měl zprostředkovávat komunikaci mezi poddanými a dvěma vládci země (Andořané ho považují za prvního na seznamu předsedů parlamentu). Roku 1419 bylo jak ze strany Francie, tak Aragonu vyhověno požadavkům na samosprávu, a tak došlo k vytvoření tzv. Zemské rady (Consell de la Terra), předchůdkyni současné Generální rady, tedy parlamentu. Andorrský parlament je tak někdy označován za druhý nejstarší v Evropě. 9.–14. století je také dobou rozkvětu románské architektury, k nejvýznamnějším památkám patří chrámy Església de Sant Esteve a Sant Joan de Caselles nebo most Pont de la Margineda. V Pyrenejích hledají lingvisté zárodky katalánštiny, měla se začít rozvíjet a ustavovat v 11. století.
Za francouzské revoluce byl protektorát zrušen, jelikož byly paréagské dohody považovány za feudální přežitek. Překvapivě sama andorrská samospráva požádala Napoleona Bonaparta o obnovení francouzské suverenity. Reformní hnutí v letech 1866–1868, vedené syndikem Guillem d'Areny-Plandolitem, omezilo biskupskou a aristokratickou moc (tzv. Nová reforma, kterou potvrdil jak biskup z Urgell, tak Napoleon III.) Nová reforma přinesla mimo jiné i zavedení modro-žluto-červené trikolóry jako vlajky.

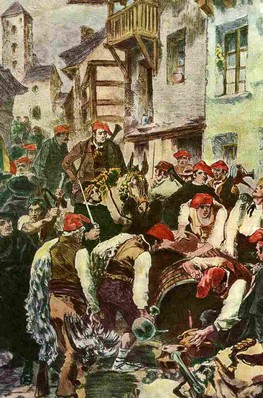
Revoluce roku 1881

Roku 1880 oba vládci země zakázali kasina. To vedlo k nečekaně velkému konfliktu, který je zván též revoluce z roku 1881. Vzbouřenci 8. prosince 1880 zaútočili na dům syndika a založili Prozatímní revoluční radu vedenou Joan Pla i Calvaem a Pere Baró i Masem. Prozatímní revoluční rada vzápětí umožnila výstavbu kasin a lázní zahraničními společnostmi. Boje mezi probiskupskými, profrancouzskými a nacionalistickými silami pokračovaly i v letech 1882 a 1885. Probuzený andorrský nacionalismus souvisel s tím katalánským – Andorra se zapojila do kulturního katalánského obrozeneckého hnutí renaixença. Podporovali ho i katalánští aktivisté, například Jacint Verdaguer se načas usadil v Ordinu.
Během první světové války vyhlásila Andorra symbolicky válku Německu. V roce 1933 vypukly sociální nepokoje vedené odborářem Jovesem Andorransem, jemuž se jednalo o ochranu práv místních i zahraničních pracovníků během výstavby vodní elektrárny FHASA v Encampu a ovšem posléze přišel i s obecnějšími politickými požadavky. 5. dubna 1933 se Andorrans se svými vzbouřenci zmocnil andorrského parlamentu. Následovala invaze francouzské armády a Andorra tak byla krátce okupována.
V roce 1934 se v Urgellu bělogvardějec a dobrodruh Boris Skosyrev prohlásil suverénním knížetem Andorry jako Boris I. a regentem za Jeho Veličenstvo francouzského krále, přičemž vyhlásil válku biskupovi ze Seo de Urgell. Slíbil učinit z Andorry daňový ráj, takže získal nakonec podporu i parlamentu. O několik dní později byl však španělskými úřady zatčen a vyhoštěn ze Španělska. Některé ruské zdroje ale uvádějí, že vládl Andoře do roku 1940/1941. V tomto roce bylo zavedeno volební právo pro hlavy místních rodin.
Od vypuknutí španělské občanské války v roce 1936 sídlila v zemi znovu větší francouzská vojenská posádka. Krom ochrany území proti přelití bojů z jihu měla rovněž krotit republikánské tendence, jež byly cítit od revoluce z roku 1933. Během španělské občanské války obyvatelé Andorry přivítali uprchlíky z obou znepřátelených stran a mnozí z nich se trvale usadili, což přispělo k ekonomickému rozmachu země. Během druhé světové války zůstala Andorra neutrální a vedla přes ní důležitá pašerácká cesta mezi Vichistickou Francií a frankistickým Španělskem, dvěma fašistickými státy. Pomáhali ji organizovat i agenti britské MI6. Jinak ovšem vláda země podléhala víceméně španělským frankistům, což vyvolávalo v obyvatelích odpor, byla to však jediná strategie jak ve fašistickém sevření uhájit aspoň částečnou nezávislost.
V roce 1943 provedla Andorra svou první popravu od 19. století: Antoni Arenis byl popraven za dvojnásobnou bratrovraždu popravčí četou, protože nebyl k dispozici vyškolený kat.
Po druhé světové válce Andorra vsadila na turismus a nízké daně. Tento vývoj, podporovaný zlepšením dopravy a komunikací, měl za cíl prolomit izolaci Andorry. Ekonomický úspěch jí umožnil v roce 1968 zavést důchodový systém. Veřejné požadavky na demokratické reformy vedly v 70. letech k rozšíření volebního práva na ženy a na počátku 80. let k vytvoření nových vládních orgánů. V roce 1982 byla se souhlasem knížat zřízena vláda (Consell Executiu), v čele s předsedou. Historicky prvním andorrským premiérem se stal Òscar Ribas Reig. V roce 1989 knížectví podepsalo dohodu s Evropským hospodářským společenstvím o regulaci obchodních vztahů a v roce 1991 s ním vstoupilo do celní unie. 
Andorra se stala parlamentní demokracií v květnu 1993 po schválení nové ústavy, jíž se Andorra stala suverénním konstitučním knížectvím. Ústava nahradila smlouvu z roku 1278, podle níž se španělský biskup že Seu d'Urgell a hrabě z Foix (od roku 1871 francouzský prezident) dělili o moc. V referendu ji schválilo 74,2 % voličů. Nová ústava si zachovala francouzské a španělské spoluvládce, i když s omezenými a úzce vymezenými pravomocemi. Občanská práva byla značně rozšířena, včetně legalizace politických stran.
Do Organizace spojených národů Andorra byla přijata 28. července 1993, členem rady Evropy se stala v roce 1994.

## Státní symboly

### Vlajka
Andorrská vlajka je list o poměru stran 7:10 se třemi svislými pruhy – modrým, žlutým a červeným, s poměrem šířek 8:9:8. Na vlajce jsou spojeny barvy francouzské se španělskými. Uprostřed vlajky je umístěn státní znak.

### Znak
Andorrský státní znak je tvořen čtvrceným štítem. Čtyři pole symbolizují biskupství Urgel, hrabství Foix, Katalánsko a oblast Béarn. Štít je orámován béžovou, zdobenou kartuší s hnědou kresbou (v tomto případě označován jako svatozář) a v dolní části s hnědým latinským heslem „VIRTUS UNITA FORTIOR” (česky Spojená síla je větší nebo Jednota v odvaze činí silnějšími).

### Hymna
Andorrská hymna je píseň El Gran Carlemany (česky Karel Veliký). Text napsal Enric Marfany Bons a hudbu složil Joan Benlloch i Vivo. Píseň je jakýsi monolog personifikované země, odkazuje na legendu, podle níž dal Andoře nezávislost sám Karel Veliký.

## Geografie

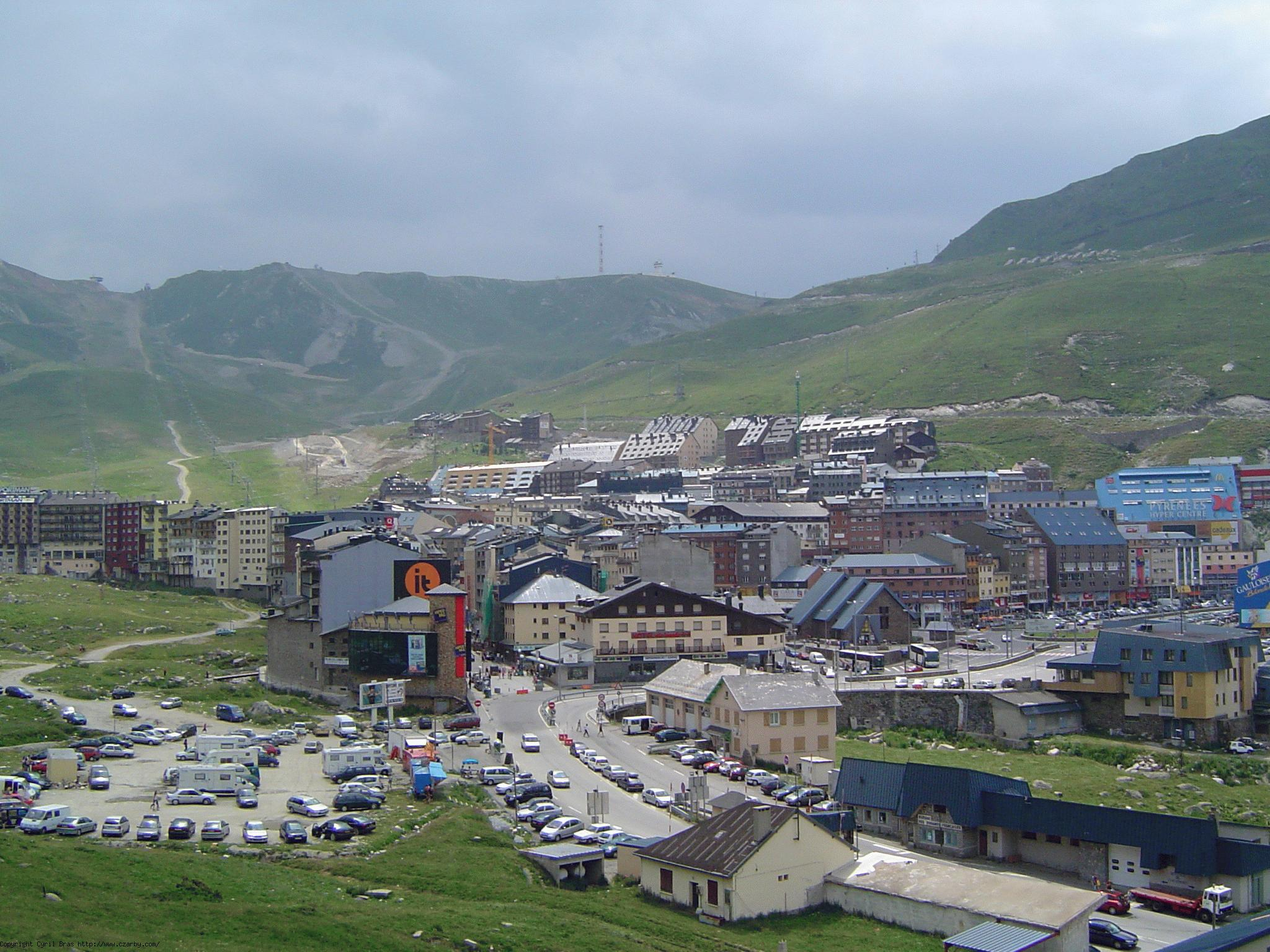
Pas de la Casa

Andorra leží ve východní části Pyrenejí mezi Španělskem a Francií. S rozlohou 468 km² je 6. nejmenším státem Evropy, velkým téměř jako Praha.
Je obklopena horami dosahujícími 3000 m n. m. Téměř polovina země leží v polohách nad hranicí lesa, jen na jihu je několik málo oblastí položených níže než 1000 m n. m. Na zalesněných svazích převažuje borovice černá.
Klima je podobné jako v okolních zemích, jenom je díky velkým nadmořským výškám v zimě víc sněhu a léta jsou chladnější. Nejvyšší hora Coma Pedrosa je vysoká 2946 metrů. Nejnižší bod je Riu Runer ve výšce 840 metrů.

## Státní zřízení

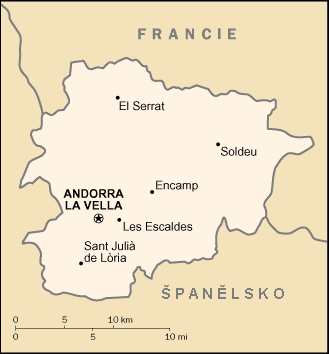
Mapa Andorry

Andorrské snahy o vlastní reformy vyústily v tzv. „reformní zákon“, který ustanovoval Výkonnou radu, a tím odděloval výkonnou moc od legislativní. Starý feudální systém byl modifikován v roce 1993, když Andořané 14. března v referendu schválili první psanou ústavu, a tím byly dokončeny reformní snahy obyvatelstva. Od 4. května 1993 je Andorra parlamentní demokracií, ve které titulárními hlavami státu zůstávají francouzskými občany volený francouzský prezident a papežem jmenovaný biskup ze Séo de Urgell, kteří jsou v Andoře zastupováni místními zástupci. Ti se nazývají osobní reprezentanti, dříve vikáři. Spoluknížata se poprvé oficiálně setkala 25. srpna 1973.
Zvláštní dohoda mezi Španělskem a Andorrou z roku 1993 stanovuje pozici biskupa ze Séo de Urgell, který je jak ve Španělsku působícím biskupem, tak i hlavou andorrského knížectví jako mezinárodně chráněnou osobu se silnou imunitou.
Spoluknížatům podle ústavy zůstávají reprezentativní a symbolické funkce. Jejich legislativní a exekutivní pravomoci byly přeneseny na Generální radu. Přesto jsou ale stále spoluknížata zodpovědná např. za vyhlášení voleb, jmenování premiéra a dalších oblastí, kde jednají víceméně nezávisle na andorrských politicích. Generální rada je andorrským parlamentem. Je jednokomorová a má mezi 28 a 42 členy, z nichž je polovina volena celostátně a polovina je zastupiteli zvolenými v každé farnosti.
Vládu (výkonnou radu) představuje premiér (volený generální radou a jmenován spoluknížaty) a ministři, které jmenuje sám premiér. Současným premiérem je Antoni Martí. Ženy v Andoře získaly volební právo až v roce 1970. Státní svátek je 8. září (Svátek Narození Panny Marie).
Andorra je neutrální stát a nemá armádu, pouze vojenského náčelníka, kterým je francouzský prezident. O obranu proti nepřátelské intervenci se starají Francie a Španělsko na žádost andorrské vlády (Smlouva o dobrém sousedství, přátelství a spolupráci). Francie a Španělsko se spolu s tím zavázaly neovlivňovat zahraniční vztahy Andorry. Jedinou povinností mužů od 16 do 60 let je naučit se zacházet se zbraněmi.
Andorra sdílí s Francií a Španělskem zastoupení v zemích, kde nemá Andorra vlastní konzulát.

## Administrativní rozdělení

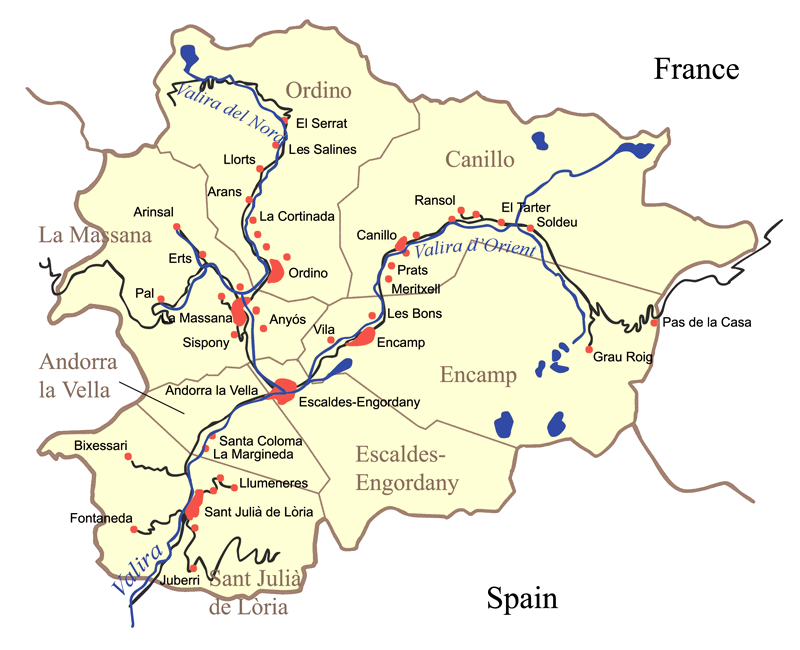
Mapa Andorry s označenými farnostmi a sídly

Andorra sestává ze 7 farností (parròquies, jednotné číslo parròquia):
- Andorra la Vella
- Canillo
- Encamp
- Escaldes-Engordany
- La Massana
- Ordino
- Sant Julià de Lòria

## Ekonomika
Ačkoliv Andorra není oficiálně členem Evropské unie, je součástí celní unie EU. Pro obchod s průmyslovými výrobky je považována za člena EU, pro obchod se zemědělskými výrobky pak za nečlena. V zemědělství je zaměstnáno jen 1 % obyvatel a hlavním odvětvím je chov ovcí.
Hlavním zdrojem příjmů je cestovní ruch. Ročně navštíví Andorru až tři miliony turistů, kteří přijíždějí za lyžováním a především za nákupy. Obyvatelé Španělska a Francie využívají možnosti nákupu zboží bez daní. Andorra patřila k tzv. daňovým rájům. Nicméně v rámci reformy, která započala v roce 2012, byla např. zavedena daň z příjmu právnických a fyzických osob ve výši 10 % a země dnes už za daňový ráj považována není. Evropská unie o tom rozhodla v roce 2018 a Andorru ze seznamu vyřadila.
Dříve se v Andoře platilo jak španělskými pesetami, tak francouzskými franky. Od roku 2002 se zde platí eury. Andorra od roku 2014 razí vlastní euromince.

## Obyvatelstvo

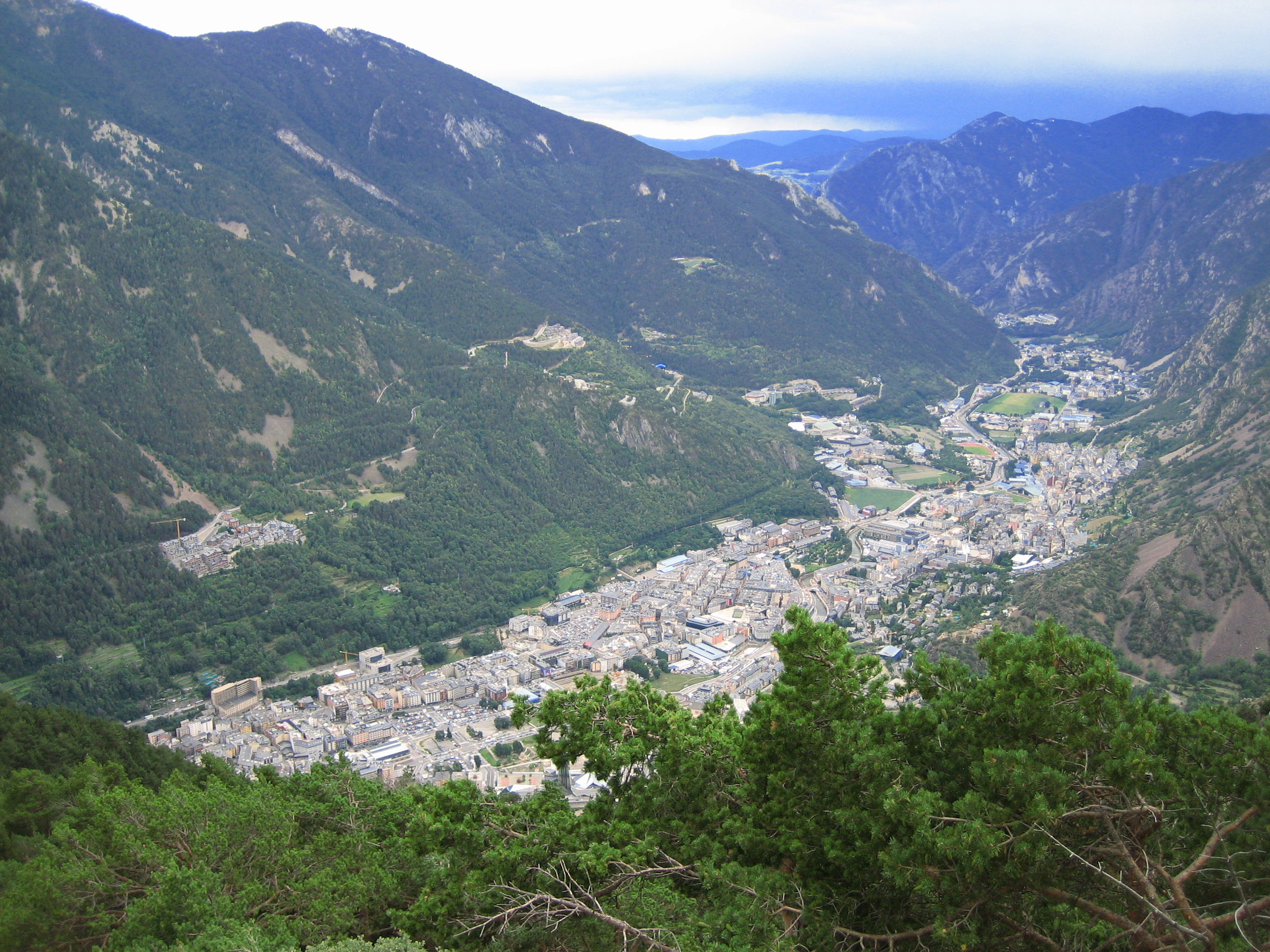
Hlavní město Andorra la Vella

Počet obyvatel se odhaduje na 77 281 (k 2016), přičemž ještě v roce 1900 Andorru obývalo pouze 5 000 lidí. Andořané tvoří 33 % obyvatel a etnickým původem jsou Katalánci. Dále v zemi žijí Španělé (43 %), Portugalci (11 %) a Francouzi (7,5 %). Jediným úředním jazykem je katalánština, nicméně španělština a francouzština jsou také běžně užívány. Lze se také setkat s používáním angličtiny a portugalštiny. Andorrská vláda nicméně silně prosazuje používání katalánštiny. Financuje komisi pro katalánskou toponymii (la Comissió de Toponímia d'Andorra) a poskytuje bezplatné kurzy katalánštiny přistěhovalcům. Andorrské televizní a rozhlasové stanice používají výhradně katalánštinu. Andorra je jednou ze čtyř evropských zemí (spolu s Francií, Monakem a Tureckem), které nikdy nepodepsaly Rámcovou úmluvu Rady Evropy o národnostních menšinách.
Dvě třetiny obyvatelstva nemají andorrskou státní příslušnost a nemají tudíž právo volit ve volbách. Kromě toho nesmějí být zvoleni předsedou vlády, nebo vlastnit více než 33 % základního kapitálu soukromé obchodní společnosti.
| 1950  | 1960   | 1970   | 1980   | 1990   | 2000   |
| ----- | ------ | ------ | ------ | ------ | ------ |
| 6.197 | 13.377 | 24.364 | 37.332 | 52.778 | 66.458 |

## Náboženství
Většina obyvatel knížectví (88,2 %) se hlásí k římskokatolické církvi.

## Kultura

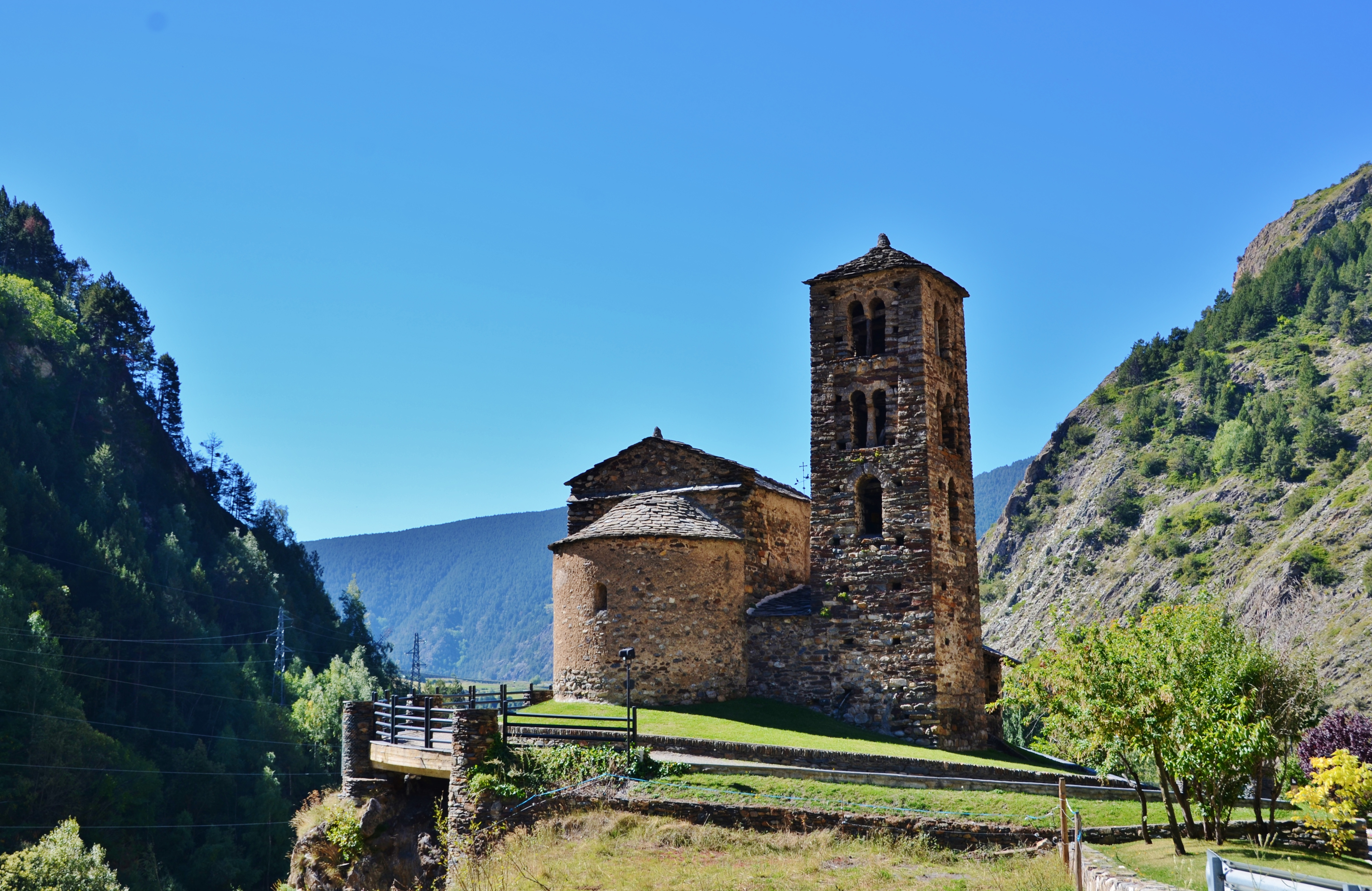
Sant Joan de Caselles

Nejznámějším andorrským spisovatelem byl Albert Salvadó, autor knih pro děti, historických románů i detektivek. Psal v katalánštině i španělštině. Organizátorem andorrského literárního života byl dlouhá léta novinář a spisovatel Rossend Marsol Clua, který emigroval ze Španělska pro své proti-francovské postoje a katalánské vlastenectví. Nejznámější andorrskou hudební skupinou je metalová Persefone. Udržován je i folklór, například lidové tance contrapàs a marratxa, zvláště v oblasti Sant Julià de Lòria. Spolu s Katalánci Andořané udržují tradici tance zvaného sardana. Patronkou Andorry je Panna Maria Meritxellská a její svátek 8. září je také největším svátkem v zemi.
Andorra disponuje řadou velmi starých památek, často románských. K nejvýznamnějším patří kostel Sant Joan de Caselles nedaleko Canilla, kostel Sant Martí v La Cortinada nebo kostel v Santa Coloma.
V roce 1997 byla založena státní Andorrská univerzita (Universitat d'Andorra).

## Sport
Ve sportu dosahují Andořané největších úspěchů ve skialpinismu; Ariadna Tudel Cuberesová a Sophie Dusautoir Bertrandová mají v tomto sportu bronzové medaile z mistrovství Evropy. Sjezdový lyžař Marc Oliveras získal stříbrnou medaili na zimní univerziádě roku 2015, Carmina Pallasová na stejné akci získala stříbro a bronz. Běžec Antoni Bernadó je prvním a dosud jediným člověkem, který běžel pět olympijských závodů v maratónu. Basketbalový klub BC Andorra hraje nejvyšší španělskou soutěž. Rugbyový klub VPC Andorra XV zase hraje francouzskou první ligu. Specifickou sportovní disciplínou, hojně provozovanou i v Katalánsku, je castell – stavění věží z lidských těl. Andorra se řadí k fotbalově malým národům. Přesto v kvalifikaci na Mistrovství světa 2018 porazila Maďarsko. Nejúspěšnější fotbalový klub je FC Santa Coloma.

## Zajímavosti
- Andorra je samostatný stát, ale nikdy neměla svou vlastní měnu. Od 30. června 2011 je zde úřední měnou euro a Andorra má právo emitovat vlastní euromince.[29]
- Andorra nemá vlastní poštovní služby. Poštovní služby zde provozují Francie a Španělsko, Andorra proto není členem Světové poštovní unie.[30] Má však vlastní systém poštovních směrovacích čísel.[31]
- Andorra nemá železnice.